# Samsung Galaxy M31
El Samsung Galaxy M31 es un teléfono inteligente Android fabricado por Samsung Electronics como parte de la serie Galaxy M. Fue presentado el 25 de febrero de 2020. Sus características clave incluyen una pantalla Super AMOLED de 6,4 pulgadas, una configuración de cuatro cámaras y una batería de 6000 mAh.

## Especificaciones

### Diseño
El Samsung Galaxy M31 tiene un diseño de una sola pieza de plástico con un acabado degradado brillante. En el marco lateral hay un botón de encendido y un control de volumen a la derecha, hay una bandeja para tarjeta SIM/tarjeta microSD a la izquierda, y hay un conector para auriculares de 3,5 mm, y un puerto USB-C, un micrófono y un altavoz en la parte inferior. La configuración de la cámara trasera junto a un flash LED y el lector de huellas digitales capacitivo se encuentran en la parte posterior.
El teléfono tiene una pantalla Infinity-U de 6,4 pulgadas con una muesca en forma de U para la cámara frontal.

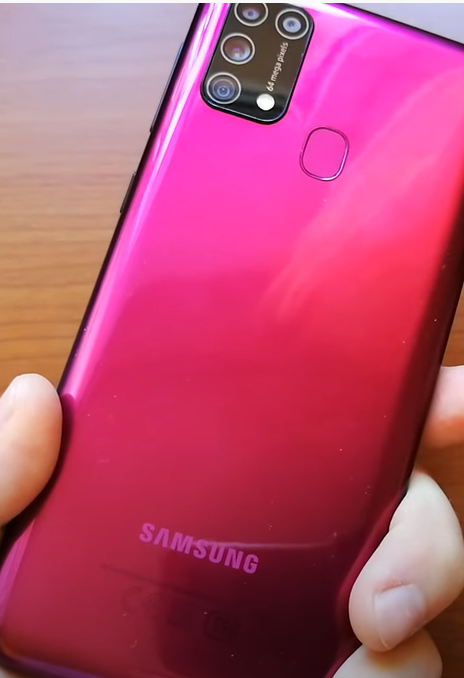
Samsung Galaxy M31 en color rojo.

El teléfono mide 159,2 mm x 75,1 mm x 8,9 mm y pesa 191 gramos. Está disponible en Ocean Blue, Space Black y Red.

### Hardware
El Samsung Galaxy M31 tiene una pantalla Super AMOLED de 6,4 pulgadas con una resolución de 1080×2340 píxeles, una relación de aspecto de 19,5:9 y una densidad de píxeles de ~403 ppi. Es alimentado por el sistema en un chip Exynos 9611 con una CPU octa-core (4x2.3 GHz Cortex-A73 y 4x1.7 GHz Cortex-A53) y GPU ARM Mali -G72 MP3. Viene con 6 GB o 8 GB RAM y 64 GB o 128 GB de almacenamiento interno. TIene una batería de polímero de litio (Li-Po) no extraíble de 6000 mAh con carga rápida de 15 W.

#### Cámaras
El Samsung Galaxy M31 tiene una configuración de cámara cuádruple con una cámara principal de 64 MP, una cámara gran angular de 8 MP, una cámara macro de 5 MP y un sensor de profundidad de 5 MP. También tiene una cámara frontal de 32 MP. Tanto la cámara frontal como la cámara principal pueden grabar video 4K a 30 fps.

### Software
El Samsung Galaxy M31 viene con Android 10 con One UI 2 preinstalado. El teléfono también recibió actualizaciones de la interfaz de usuario One UI 2.1 y One UI 2.5 antes de obtener una actualización de la versión de Android. Luego se reveló que el Samsung Galaxy M31 era elegible para la actualización de la versión de Android 11. El 19 de enero de 2021, el teléfono comenzó a recibir la actualización de Android 11 con la interfaz de usuario One UI 3. Luego, recibió una actualización para la interfaz de usuario One UI 3.1 en marzo de 2021. En abril de 2022, el teléfono comenzó a recibir la actualización de la versión de Android 12 con la interfaz de usuario One UI 4.1.

## Variantes

### Galaxy M31s
El Samsung Galaxy M31s es una variante del M31 lanzado en agosto de 2020. Se diferencia del M31 por su pantalla (6,5" FHD+), por la ausencia del corte de memoria interna de 64 GB, por el sensor gran angular de 12 MP (en lugar de 8) y por la presencia de OTG y carga rápida a 25 W.
Se lanzó con Android 10 y One UI Core 2.1, luego se actualizó a la versión 2.5.
A partir de febrero de 2021, comenzó a recibir la actualización de Android 11 con One UI Core 3.0, y luego cambió a la versión 3.1 en marzo.

### Galaxy M31 Prime
El Samsung Galaxy M31 Prime es una variante del M31 comercializada en octubre de 2020. Se diferencia del M31 principalmente por la presencia de un único corte de memoria RAM (6 GB) e interna (128 GB), por la ausencia de NFC y por la presencia del color Iceberg Blue en lugar del rojo.